# Вибори до Чернівецької обласної ради 2015
Вибори до Чернівецької обласної ради 2015 — вибори депутатів Чернівецької обласної ради, які відбулися 25 жовтня 2015 року в рамках проведення місцевих виборів у всій країні.
Вибори відбулися за пропорційною системою, в якій кандидати закріплені за 64 виборчими округами. Для проходження до ради партія повинна була набрати не менше 5 % голосів.

## Кандидати
Номери партій у бюлетені подані за результатами жеребкування:
| Номер у бюлетені | Назва                                 | Кількість кандидатів | Перший номер                    |
| ---------------- | ------------------------------------- | -------------------- | ------------------------------- |
| 1                | «Блок Петра Порошенка „Солідарність“» | 65                   | Куліш Володимир Іванович        |
| 2                | Аграрна партія України                | 65                   | Усик Віталій Сергійович         |
| 3                | «Нова держава»                        | 12                   | Мельник Віталій Дмитрович       |
| 4                | Радикальна партія Олега Ляшка         | 63                   | Маковецька Інга Степанівна      |
| 5                | «Об'єднання „Самопоміч“»              | 32                   | Гешко Іван Тарасович            |
| 6                | «Сила людей»                          | 22                   | Панчишин Руслан Ігорович        |
| 7                | ВО «Батьківщина»                      | 65                   | Мунтян Іван Миколайович         |
| 8                | «Соціалісти»                          | 39                   | Золотарьов Валерій Васильович   |
| 9                | ВО «Свобода»                          | 56                   | Мельничук Віталій Кузьміч       |
| 10               | «Відродження»                         | 65                   | Унгурян Олег Миколайович        |
| 11               | «Наш край»                            | 54                   | Гайнічеру Михайло Іванович      |
| 12               | УКРОП                                 | 47                   | Малишевський Ігор Олександрович |
| 13               | «Опозиційний блок»                    | 64                   | Павел Дмитро Дмитрович          |
| 14               | «Громадський рух „Народний контроль“» | 40                   | Мороз Володимир Васильович      |
| 15               | «Громада і закон»                     | 7                    | Боднар Олег Іванович            |

## Результати
| Місце | Партія                                | % голосів | Кількість голосів | Зміна % 2015 до 2010 | Усього місць |
| ----- | ------------------------------------- | --------- | ----------------- | -------------------- | ------------ |
| 1     | «Блок Петра Порошенка „Солідарність“» | 21,72 %   | 63 544            | —                    | 15           |
| 2     | ВО «Батьківщина»                      | 17,92 %   | 52 429            | ▲ +1,81 %            | 12           |
| 3     | Аграрна партія України                | 10,35 %   | 30 274            | ▲ +9,91 %            | 7            |
| 4     | «Об'єднання „Самопоміч“»              | 6,98 %    | 20 420            | —                    | 5            |
| 5     | Радикальна партія Олега Ляшка         | 6,84 %    | 19 997            | —                    | 5            |
| 6     | «Громадський рух „Народний контроль“» | 6,35 %    | 18 578            | —                    | 4            |
| 7     | ВО «Свобода»                          | 5,92 %    | 17 309            | ▲ +2,21 %            | 4            |
| 8     | «Наш край»                            | 5,43 %    | 15 890            | —                    | 4            |
| 9     | «Опозиційний блок»                    | 5,20 %    | 15 214            | ▼ -16,63 %           | 4            |
| 10    | УКРОП                                 | 5,18 %    | 15 146            | —                    | 4            |
| 11    | «Відродження»                         | 2,88 %    | 8418              | —                    | —            |
| 12    | «Сила людей»                          | 1,97 %    | 5755              | —                    | —            |
| 13    | «Нова держава»                        | 1,28 %    | 3752              | ▼ -0,53 %            | —            |
| 14    | «Громада і закон»                     | 1,04 %    | 3056              | —                    | —            |
| 15    | «Соціалісти»                          | 0,95 %    | 2775              | ▼ -0,88 %            | —            |
|       | Усього голосів за партії              | 100 %     | 292 557           |                      | 64           |